# Абу Тахир ас-Силафи
Садр ад-ди́н Абу́ Та́хир А́хмад ибн Муха́ммад аль-Исфахани, известный как аль-Ха́физ ас-Силафи́ (араб. الحافظ السلفي‎) и Абу́ Та́хир ас-Силафи́ (араб. أبو طاهر السلفي‎; 1085, Исфахан, Персия — 1180, Александрия, Египет) — исламский богослов, хадисовед, шафиитский правовед.

## Биография
Его полное имя: аль-Хафиз Садр ад-дин Абу Тахир Ахмад ибн Мухаммад ибн Ахмад ибн Мухаммад ибн Ибрахим (Силафа) аль-Исфахани аль-Джарвани аль-Искандарани. Он родился в Исфахане в 1078/1079 году (или 1081, 1082, 1085 г.) и умер 5 раби ас-сани 576 г. х. (28 августа 1180 года) в Александрии. Абу Са‘д ас-Сам‘ани даёт сокращённую генеалогию его имени, упоминая Силафа в качестве прозвища его деда Мухаммада ибн Ибрахима. Он иногда подписывался как Ахмадом ибн Мухаммед ибн Силафа, иногда как Ахмад ибн Мухаммад ибн Ибрахим. По разным версиям, он умер в 98 или 106 лет; в любом случае он относится к числу долгожителей, но также является одним из «обновителей» (муджаддидов) вместе с аль-Газали.
По некоторым данным, ас-Силафа было прозвищем его прапрадеда Ибрахима. Это слово в переводе с персидского означает «человек с тремя губами» (си — «три», лаби — «губа»), так как у него была расщелина на губе, о чём сообщает Абу Тахир. По другой версии, также со слов самого Абу Тахира, его дедушка и бабушка предположительно принадлежали клану бану Силафа, племени химьяритов. Существует также версия, согласно которой это прозвище произошло от квартала Исфахана, известного как Силафа. Ас-Силафи также называют его внука, традиционалиста (хадисоведа) Абу аль-Касима Абд ар-Рахмана ибн аль-Хасиба Макки ат-Тарабулуси аль-Искандарани. Сообщается, что хадисовед Абу Джа‘фар ас-Сайдалани (ум. 1173) также имел прозвище ас-Силафи, потому что оно принадлежало его деду Силафе.
Дедушка Абу Тахира был суфием, учеником ас-Сайида аз-Захида Абу Хашима аль-‘Аляви; его отец, со своей стороны, был известным хадисоведом, учеником Ибн аль-Туюри (ум. 1106/1107), а также одним из учителей Абу Тахира в Багдаде. Тот факт, что он родился в Исфахане должно было благотворно сказаться на его судьбе великого хадисоведа, которым стал Абу Тахир, так как в этом городе много долгожителей, и, следовательно, наименьшее возможное число для передатчиков в цепи. Кроме того, жители Исфахана имеют ярко выраженный интерес к прослушиванию (сама‘) хадисов, а в самом городе была резиденция великого сельджукского султана Малик-шаха, который даже основал там медресе.
Его первым учителем по хадисоведению был Ризкуллаху ат-Тамими аль-Багдади аль-Ханбали (ум. 1095). Он также посещал занятия других учёных Исфахана, в том числе аль-Касима ибн аль-Фадля ас-Сакафи. Там же он получил знания по чтению Курана. Своим образованием он был обязан своему отцу (ум. 1104/1105), с которым он совершил паломничество в 1103 году. Сообщается, что число учителей, чьи занятия он посещал в Исфахане, превысило шесть сотен. Он также составил словарь своих учителей в этом городе, озаглавленный «Му‘джам ас-сафар/Му‘джам Исфахан/ас-Салифа аль-Исфаханийя»; аз-Захаби многократно цитирует эту (потерянную) работу, а также заимствует её без
упоминания.
Паломничество было для него возможностью получить знания, познакомившись с учителями Мекки и Медины; с той же цель он посетил Куфу и Багдаде, где он оставался до 1106/1107 года. Именно там он посещал занятия по праву (фикху), проводимые ведущими шафиитами Низамийи: Илькия ат-Табари (ум. 1111), Абу Бакр аш-Шаши (ум. 1114), Абу Закарийя аль-Тибризи (ум. 1109) и Али аль-Фасихи (ум. 1123), а также занятия Ибн Фахира (ум. 1112) по арабскому языку и литературе (адаб). В том же году он отправился в Басру и затем в Васит. Посетил Дербент, где учился у Абу Бакра ад-Дарбанди. В 1115/1116 году он был в Дамаске, где он оставался в течение некоторого времени. Именно там он столкнулся Ибн аль-Акфани (ум. 1130) и составил резюме на Китаб Макарим аль-Ахляк аль-Хараити. Аз-Захаби составил огромный список учителей, включая женщин, у которых он получал знания. Список его учеников, особенно в Александрии, не менее впечатляющий.
В 1117/1118 году он отправился в Тир под Александрией, где он поселился и оставался до своей смерти, в течение шестидесяти пяти лет, и это не только по просьбе учёных этого города, но и потому что он женился на богатой местной женщине Ситт аль-Ахль бинт аль-Халвани (1118 г.), которая отдала своё состояние в его распоряжение. У них родилась дочь Хадиджа (ум. 1226), которая вышла замуж за учёного Абу-ль-Харама Макки ибн Абду-р-Рахмана ат-Трабулси. Кроме того, Ибн Саллар аль-‘Адиль построили школу и религиозное учреждение от его имени. Выбор Александрии был важным, поскольку там он мог встретиться с мусульманскими интеллектуалами Востока и Запада, например, ат-Туджиби из Тлемсена (ум. 1212/1213), который, согласно его предсказанию, должен был стать главный хадисоведов Магриба. Он покинул Александрию только один раз для поездки в Каир в 1123/1124 году (хотя, согласно другому источнику, он находился там с 1121 по 1123 год). Его библиотека была впечатляющей, так как он вложил всю свою собственность в приобретение литературы, но после его смерти было обнаружено, что эти тома были серьёзно повреждены влажностью Александрии. В Александрии Абу Тахир ас-Силафи подготовил множество учеников, среди которых были многие представители будущей политической элиты Айюбидского султаната: основатель государства Салах ад-Дин, аль-Азиз и аль-Афдаль, сыновья и преемники Салах ад-дина, его брат аль-Адиль и племянник Умар, а также визирь султаната ас-Сахиб ибн Шукр, канцлер (катиб) аль-Кади аль-Фадиль, начальник почтовой службы (диван аль-ишта) Яхья ибн Мансур аль-Джаррах, занимавший множество позиций, включая начальника департамента религиозных сборов (диван аль-Авка), Абу-ль-Касим Хамза ибн Аби аль-Хасан Усман аль-Макзуми и начальник армейского ведомства Ибн Маммати.
Его выдающееся положение как великого традиционалиста (хафиза) демонстрируется, в частности, бесчисленными брошюрами, сборниками хадисов, иногда называемые аль-Аджза ас-Силафийят или ас-Силафийят. Они были созданы на основе источников багдадцев, таких как аль-Анмати (ум. 1143), ат-Туюри и другие. Как и многие другие учёные, он посвятил сборник хадис ар-Рахма («Хадисы милосердия»).
Среди его многочисленных работ — «Му‘джам ас-сафар» («Словарь путешествий») — биографический словарь, охватывающий период с 1117 по 1164 годы. Этот труд можно рассматривать как сборник интеллектуальной жизни поздней Фатимидской Александрии.